# Biodiversidad

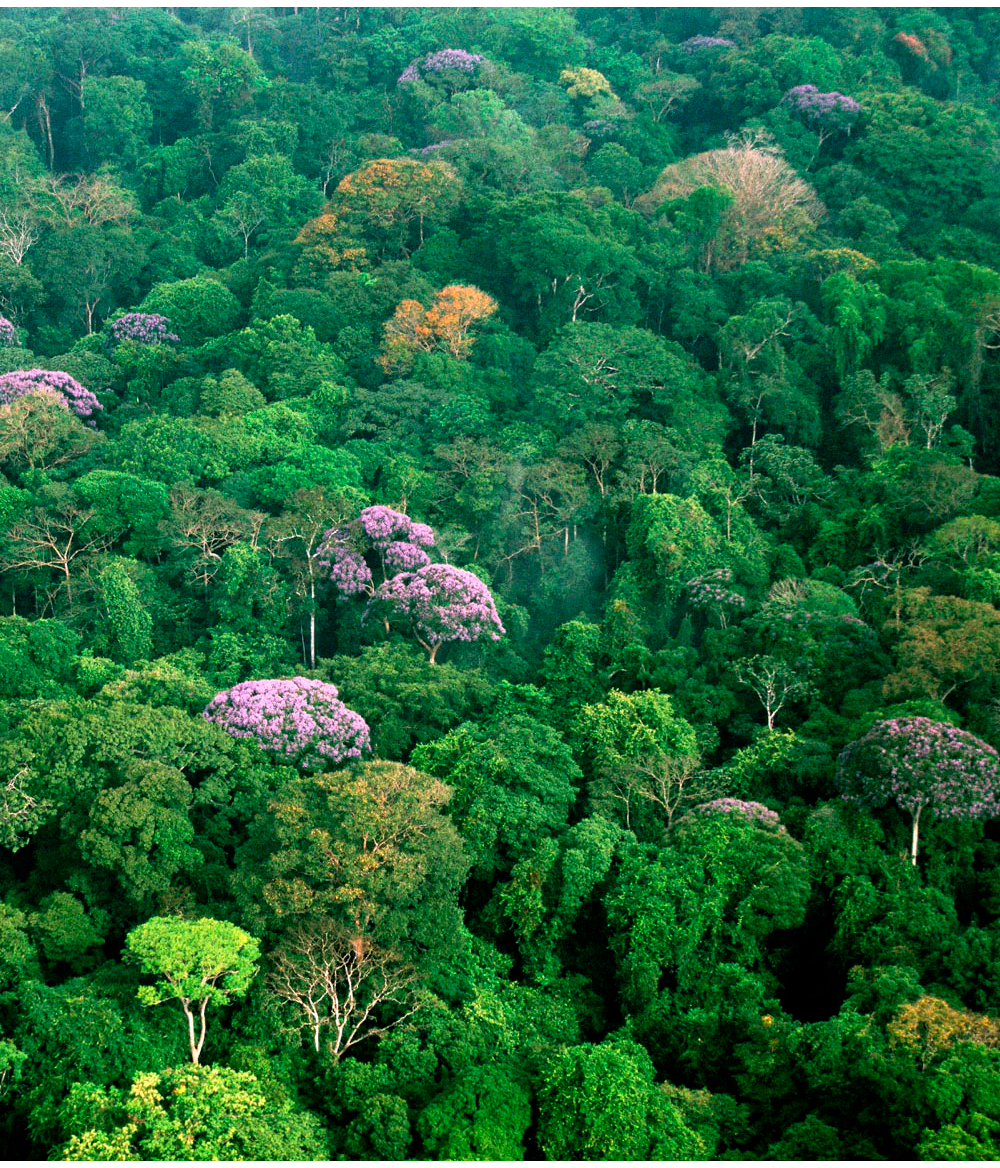
Selva macrotérmica, con clima ecuatorial (o tropical lluvioso) en Barro Colorado (Panamá), que muestra la gran diversidad ecológica en este tipo de vegetación que tiene muchas especies con distintas épocas de floración. Los pájaros e insectos se encargan de la polinización, por lo que la diversidad existente es origen de su alimentación continua. La característica fundamental de la selva ecuatorial: miles de especies vegetales por unidad de superficie, pero pocos ejemplares de cada una, también por la misma unidad de superficie.

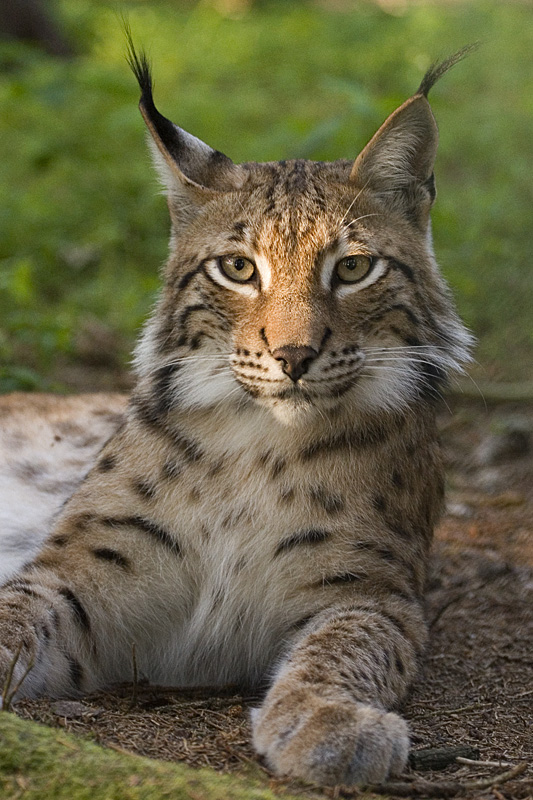
Imagen de un lince (Lynx lynx), una de las cerca de 2.5 millones de especies identificadas que conforman el patrimonio de la biodiversidad en la Tierra.

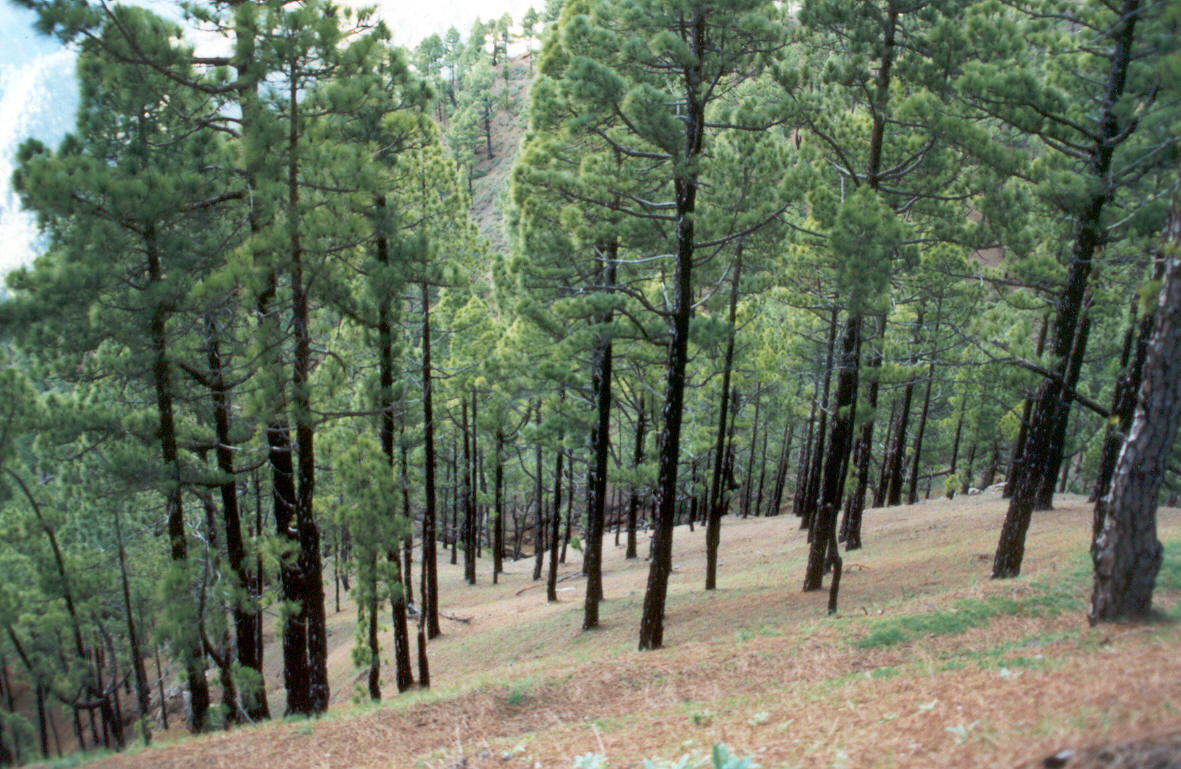
Los pinos canarios soportan el fuego en los grandes incendios debido a la adaptación milenaria a las emisiones volcánicas. En esta ocasión puede verse la corteza chamuscada de estos pinos, que pueden estar ardiendo durante meses y seguir creciendo mientras tanto. Un ejemplo de adaptación al medio que afecta negativamente a la biodiversidad del medio pero solo a corto plazo, ya que sirve de planta pionera para el restablecimiento del bosque, como es la laurisilva en las áreas más favorecidas.

La biodiversidad o diversidad biológica es, según el Convenio Internacional sobre la Diversidad Biológica, el término por el que se hace referencia a la amplia variedad de seres vivos sobre la Tierra y lo que sucede con los patrones naturales que la conforman, resultado de miles de millones de años de evolución según procesos naturales y también de la influencia creciente de las actividades del ser humano. La biodiversidad comprende igualmente la variedad de ecosistemas y las diferencias genéticas dentro de cada especie (diversidad genética) que permiten la combinación de múltiples formas de vida, y cuyas mutuas interacciones con el resto del entorno fundamentan el sustento de la vida sobre el mundo.
El término «biodiversidad» es un calco del inglés «biodiversity». Este término, a su vez, es la contracción de la expresión «biological diversity» que se utilizó por primera vez en octubre de 1986 como título de una conferencia sobre el tema, el National Forum on BioDiversity, convocada por Walter G. Rosen, a quien se le atribuye la idea de la palabra.
La Cumbre de la Tierra, celebrada por la Organización de las Naciones Unidas en Río de Janeiro en 1992, reconoció la necesidad mundial de conciliar la preservación futura de la biodiversidad con el progreso humano según criterios de sostenibilidad o sustentabilidad  promulgados en el Convenio internacional sobre la Diversidad Biológica que fue aprobado en Nairobi el 22 de mayo de 1994, fecha posteriormente declarada por la Asamblea General de la ONU como Día Internacional de la Biodiversidad. Con esta misma intención, el año 2010 fue declarado Año Internacional de la Diversidad Biológica por la 61.ª sesión de la Asamblea General de las Naciones Unidas en 2006, coincidiendo con la fecha del Objetivo Biodiversidad 2010.
En el año 2007,la Asamblea de la Organización de las Naciones Unidas declaró el 22 de mayo como Día Internacional de la Diversidad Biológica. En el año 2022, en COP15 de Montreal, al alrededor de 200 países adoptaron un acuerdo a proteger al menos 30% de las áreas terrestres y marítimas del mundo para 2030.

## Origen y evolución del término

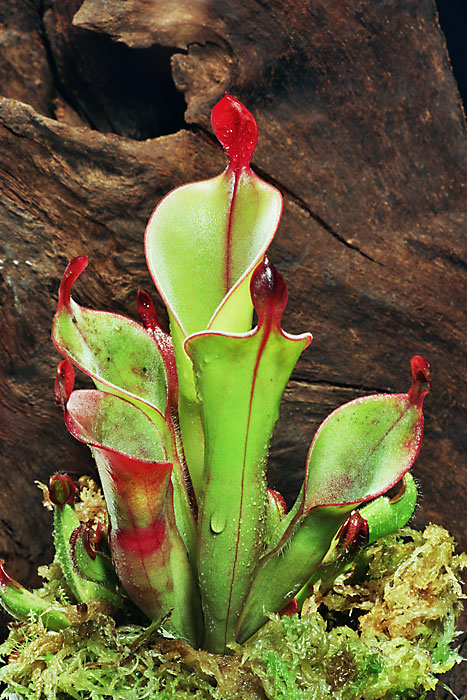
Heliamphora chimantensis, planta carnívora que únicamente se encuentra en la Gran Sabana, Venezuela.

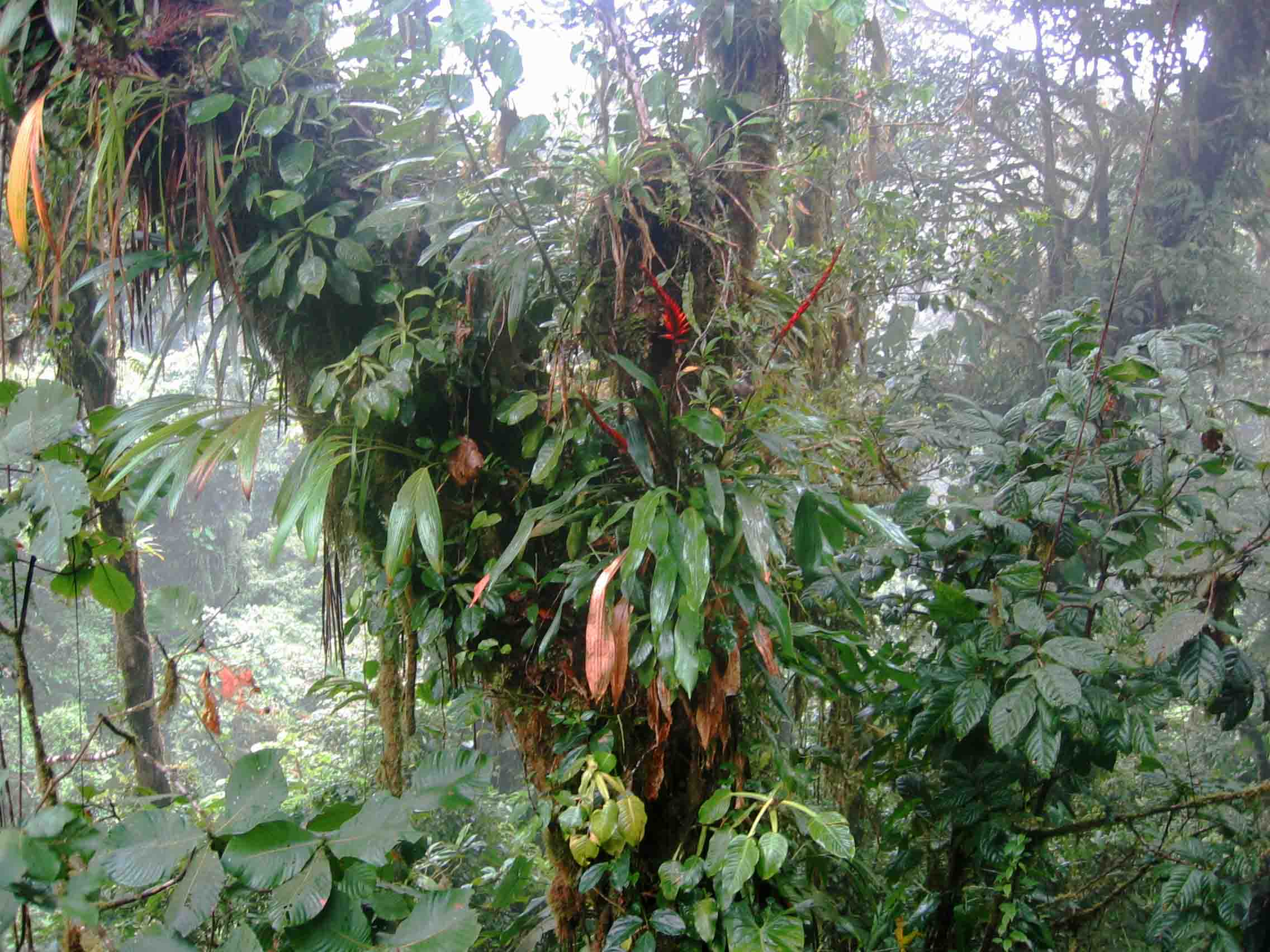
Diversas especies epífitas en una selva de América Central (Costa Rica). Los ecosistemas de la zona intertropical son el hogar de la mayor parte de la biodiversidad mundial actual.

Según la RAE, el término biodiversidad define la “Variedad de especies animales y vegetales en su medio ambiente”
Sin embargo el concepto, por su carácter intuitivo, ha presentado ciertas dificultades para su definición precisa, tal como señaló Fermín Martín Piera al argumentar que el abuso en su empleo podría «vaciarlo de contenido», ya que en sus palabras: «suele acontecer en la historia del pensamiento que los nuevos paradigmas conviven durante un tiempo con las viejas ideas», considerando junto a otros autores que el concepto de biodiversidad fue ya apuntado por la propia teoría de la evolución.
A principios del siglo XX, los ecólogos Jaccard y Gleason propusieron en distintas publicaciones los primeros índices estadísticos destinados a comparar la diversidad interna de los ecosistemas. A mediados del siglo XX, el interés científico creciente permitió el desarrollo del concepto para describir la complejidad y organización, hasta que en 1980, Thomas Lovejoy propuso la expresión diversidad biológica.

## Definición
Si en el campo de la biología, la biodiversidad se refiere al número de poblaciones de organismos y especies distintas, para los ecólogos el concepto incluye la diversidad de interacciones durables entre las especies y su ambiente inmediato o biotopo, el ecosistema en que los organismos viven. En cada ecosistema, los organismos vivientes son parte de un todo actuando recíprocamente entre sí, pero también con el aire, el agua, y el suelo que los rodean.
Se distinguen habitualmente tres niveles en la biodiversidad:
- Genética o diversidad intraespecífica, consistente en la diversidad de versiones de los genes (alelos) y de su distribución, que a su vez es la base de las variaciones interindividuales (la variedad de los genotipos).
- Específica, entendida como diversidad sistemática, consistente en la pluralidad de los sistemas genéticos o genomas que distinguen a las especies.
- Ecosistémica, la diversidad de las comunidades biológicas (biocenosis) cuya suma integrada constituye la biosfera.

Hay que incluir también la diversidad interna de los ecosistemas, a la que se refiere tradicionalmente la expresión diversidad ecológica.

## Biodiversidad y evolución

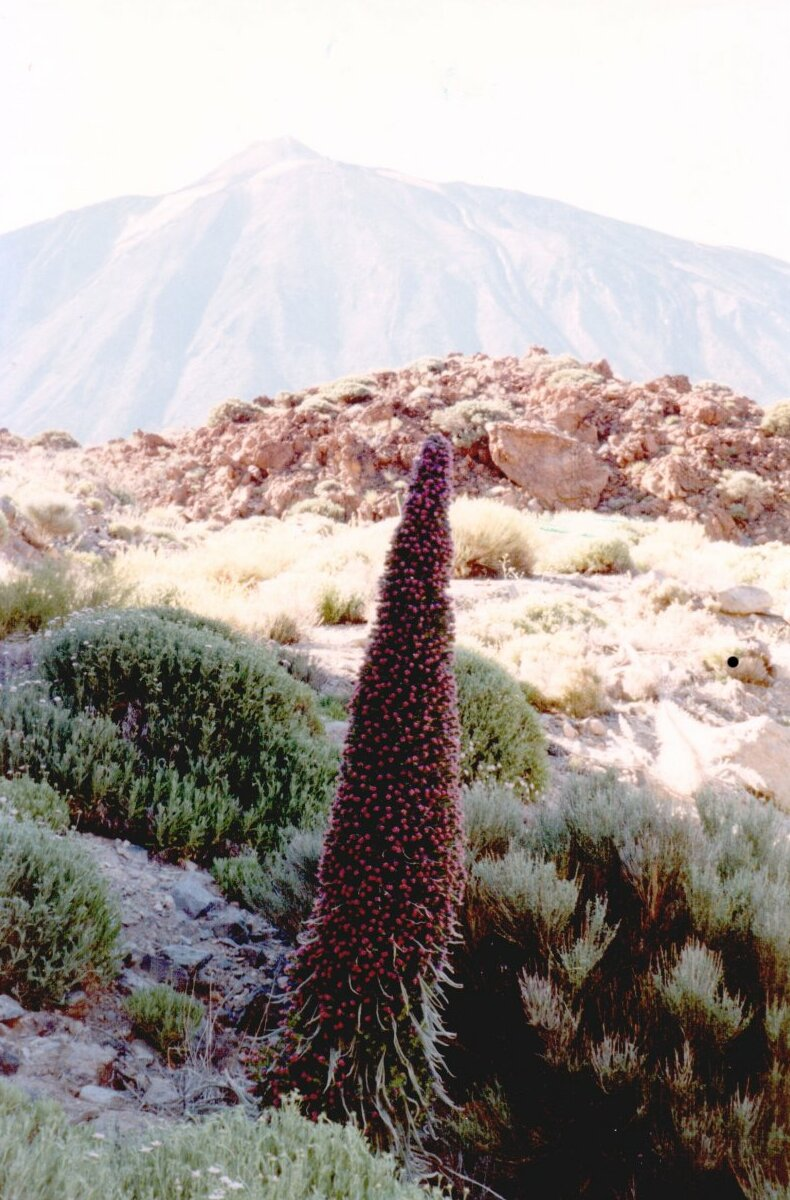
Tajinaste (Echium wildpretii), endémico de las Islas Canarias.

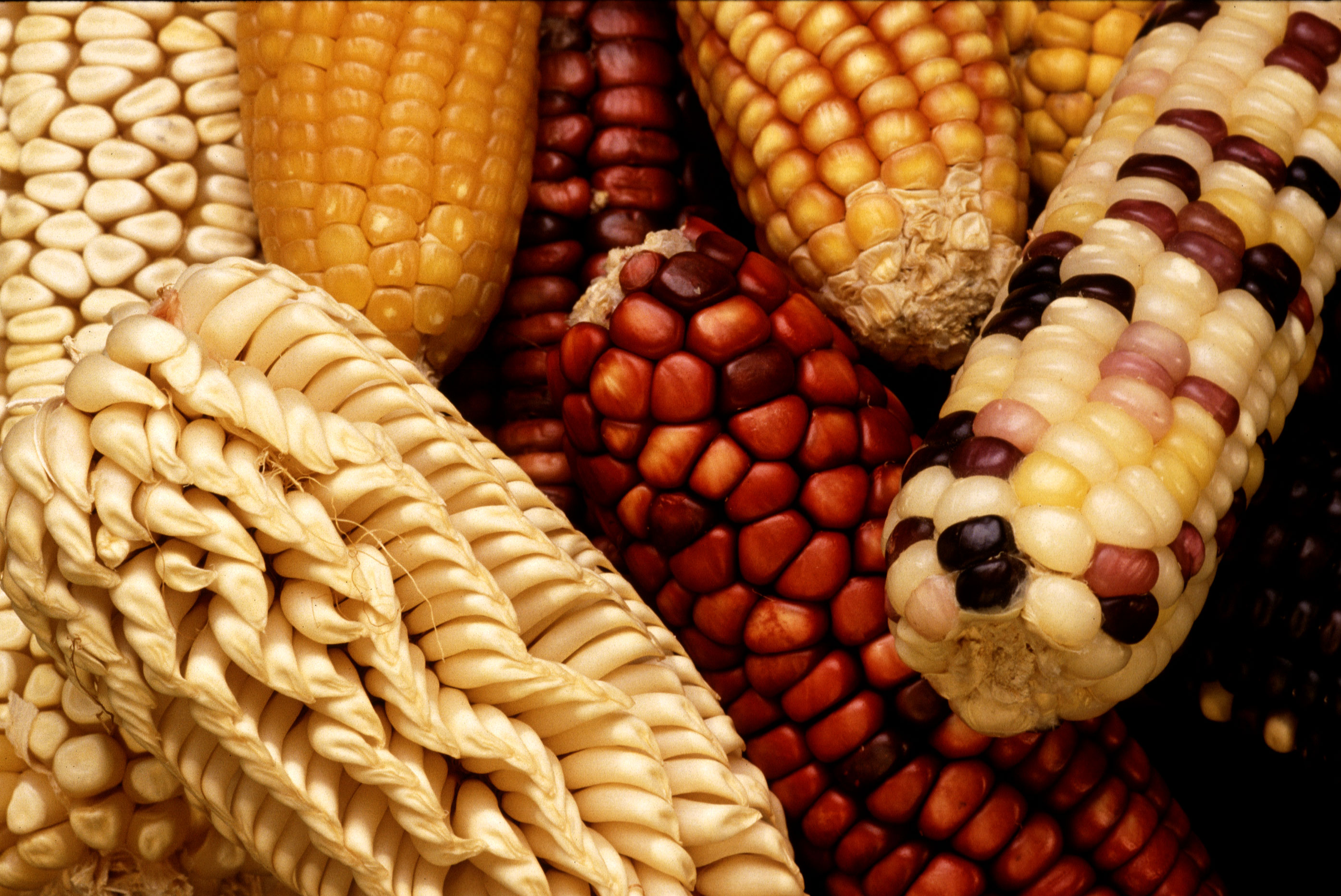
Biodiversidad intraespecífica (dentro de una misma especie), llamada diversidad genética. Obsérvense los diferentes tipos de maíz y sus granos.

La biodiversidad que hoy se encuentra en la Tierra es el resultado de cuatro mil millones de años de evolución.
Aunque el origen de la vida no se ha podido datar con precisión, las evidencias sugieren que pudo haber surgido hace 3800  a 3235 millones de años. Algunas investigaciones más recientes han abierto la posibilidad de que haya comenzado inclusive hace 4100 millones de años aunque no son aún concluyentes. Hasta hace aproximadamente 600 millones de años, toda la vida consistía en bacterias y microorganismos.
La historia de la diversidad biológica durante el Fanerozoico —últimos 540 millones de años— comienza con el rápido crecimiento durante la explosión cámbrica, periodo durante el que aparecieron por primera vez los filos de organismos multicelulares. Durante los siguientes 400 millones de años la biodiversidad global mostró un relativo avance, pero estuvo marcada por eventos puntuales de extinciones masivas.
La biodiversidad aparente que muestran los registros fósiles sugiere que unos pocos millones de años recientes incluyen el período con mayor biodiversidad de la historia de la Tierra. Sin embargo, no todos los científicos sostienen este punto de vista, ya que no es fácil determinar si el abundante registro fósil se debe a una explosión de la biodiversidad, o —simplemente— a la mejor disponibilidad y conservación de los estratos geológicos más recientes.[cita requerida]
Algunos, como Alroy y otros piensan que mejorando la toma de muestras, la biodiversidad moderna no difiere demasiado de la de 300 millones de años atrás. Las estimaciones sobre las especies macroscópicas actuales varían de 2 a 100 millones, con un valor lógico estimable en 10 millones de especies, aproximadamente.
La mayoría de los biólogos coinciden sin embargo en que el período desde la aparición del hombre forma parte de una nueva extinción masiva, el evento de extinción holocénico, causado especialmente por el impacto que los humanos tienen en el desarrollo del ecosistema. Se calcula que las especies extinguidas por acción de la actividad humana es todavía menor que las observadas durante las extinciones masivas de las eras geológicas anteriores.[cita requerida] Sin embargo, muchos opinan que la tasa actual de extinción es suficiente para crear una gran extinción masiva en el término de menos de 100 años.[cita requerida] Los que están en desacuerdo con esta hipótesis sostienen que la tasa actual de extinción puede mantenerse por varios miles de años antes que la pérdida de biodiversidad supere el 20 % observado en las extinciones masivas del pasado.[cita requerida]
Se descubren regularmente nuevas especies —un promedio de tres aves por año—[cita requerida] y muchas ya descubiertas no han sido aún clasificadas: se estima que el 40 % de los peces de agua dulce de Sudamérica permanecen sin clasificación.[cita requerida]

## Importancia de la biodiversidad
El valor esencial y fundamental de la biodiversidad reside en que es resultado de un proceso histórico natural de gran antigüedad. Por esta sola razón, la diversidad biológica tiene el inalienable derecho de continuar su existencia. El hombre y su cultura, como producto y parte de esta diversidad, debe velar por protegerla y respetarla.
Además la biodiversidad es garante de bienestar y equilibrio en la biosfera. Los elementos diversos que componen la biodiversidad conforman verdaderas unidades funcionales, que aportan y aseguran muchos de los “servicios” básicos para nuestra supervivencia.
Finalmente desde nuestra condición humana, la diversidad también representa un capital natural. El uso y beneficio de la biodiversidad ha contribuido de muchas maneras al desarrollo de la cultura humana, y representa una fuente potencial para subvenir a necesidades futuras.
Considerando la diversidad biológica desde el punto de vista de sus usos presentes y potenciales y de sus beneficios, es posible agrupar los argumentos en tres categorías principales.

### El aspecto ecológico
Hace referencia al papel de la diversidad biológica desde el punto de vista sistémico y funcional (ecosistemas). Al ser indispensables a nuestra propia supervivencia, muchas de estas funciones suelen ser llamadas “servicios”.
Los elementos que constituyen la diversidad biológica de un área son los reguladores naturales de los flujos de energía y de materia. Cumplen una función importante en la regulación y estabilización de las tierras y zonas litorales. Por ejemplo, en las laderas montañosas, la diversidad de especies en la capa vegetal conforma verdaderos tejidos que protegen las capas inertes subyacentes de la acción mecánica de los elementos como el viento y las aguas de escorrentía. La biodiversidad juega un papel determinante en procesos atmosféricos y climáticos. Muchos intercambios y efectos de las masas continentales y los océanos con la atmósfera son producto de los elementos vivos (efecto albedo, evapotranspiración, ciclo del carbono, etc.).
La diversidad biótica de un sistema natural es uno de los factores determinantes en los procesos de recuperación y reconversión de desechos y nutrientes. Además algunos ecosistemas presentan organismos o comunidades capaces de degradar toxinas, o de fijar y estabilizar compuestos peligrosos de manera natural.
Aún con el desarrollo de la agricultura y la domesticación de animales, la diversidad biológica es indispensable para mantener un buen funcionamiento de los agroecosistemas, ya que garantiza la fertilidad de la tierra, la polinización natural de varias especies domésticas, el control eficaz de plagas, etc. La regulación trofodinámica de las poblaciones biológicas solo es posible respetando las delicadas redes que se establecen en la naturaleza. El desequilibrio en estas relaciones ya ha demostrado tener consecuencias negativas importantes. Esto es aún más evidente con los recursos marinos, donde la mayoría de las fuentes alimenticias consumidas en el mundo son capturadas directamente en el medio. La respuesta a las perturbaciones (naturales o antrópicas) tiene lugar a nivel sistémico, mediante vías de respuesta que tienden a volver a la situación de equilibrio inicial. Sin embargo, las actividades humanas han aumentado dramáticamente en cuanto a la intensidad, afectando irremediablemente la diversidad biológica de algunos ecosistemas y vulnerando en muchos casos esta capacidad de respuesta con resultados catastróficos.
La investigación sugiere que un ecosistema más diverso puede resistir mejor a la tensión medioambiental y por consiguiente es más productivo. Es probable que la pérdida de una especie disminuya la habilidad del sistema para mantenerse o recuperarse de daños o perturbaciones. Al igual que una especie con alta diversidad genética, un ecosistema de alta biodiversidad puede tener más oportunidades de adaptarse al cambio medioambiental. En otras palabras: cuantas más especies comprende un ecosistema, más probable es que el ecosistema sea estable y resistente. Los mecanismos que están debajo de estos efectos son complejos y acaloradamente disputados. Sin embargo, en años recientes ha quedado claro que realmente hay efectos ecológicos de la biodiversidad.
Una elevada disponibilidad de recursos en el ambiente favorece una mayor biomasa, pero también la dominancia ecológica y frecuentemente ecosistemas relativamente pobres en nutrientes presentan una mayor diversidad, algo que es cierto sistemáticamente en los ecosistemas acuáticos. Una mayor biodiversidad permite a un ecosistema resistir mejor a grandes cambios ambientales, haciéndolo menos vulnerable, más resiliente por cuanto el estado del sistema depende de las interrelaciones entre especies y la desaparición de cualquiera de ellas es menos crucial para la estabilidad del conjunto que en ecosistemas menos diversos y más marcados por la dominancia.

### El aspecto económico
Para todos los humanos, la biodiversidad es el primer recurso para la vida diaria. Un aspecto importante es la diversidad de la cosecha, que también se denomina agrobiodiversidad.
La mayoría de las personas ven la biodiversidad como un depósito de recursos útil para la fabricación de alimentos, productos farmacéuticos y cosméticos. Este concepto sobre los recursos biológicos explica la mayoría de los temores de desaparición de los recursos. Sin embargo, también es el origen de nuevos conflictos sobre la división y apropiación de recursos naturales.
Algunos de los artículos económicos importantes que la biodiversidad proporciona a la humanidad son:
- Alimentos: cosechas, ganado, silvicultura, piscicultura, medicinas. Se han usado plantas silvestres para propósitos medicinales desde la prehistoria. Por ejemplo, la quinina viene del árbol de la quina (trata la malaria); el digital, de la planta Digitalia (problemas de arritmias crónicas); y la morfina, de la amapola (anestesia). Los animales también pueden desempeñar un papel, en particular en la investigación. Se estima que de las 250 000 especies de plantas conocidas, se han investigado sólo 5000 para posibles aplicaciones médicas. Pero mantener la biodiversidad no solamente es importante por si en ella existen especies "nuevas", todavía no descubiertas, que se puedan aprovechar económicamente; también es importante mantenerla como "mina de genes", una reserva de características interesantes (resistencia a sequías, a plagas, a la salinidad del suelo) que se puedan incorporar, si se considera conveniente, a las especies agrícolas actuales (trigo, cebada, maíz, vid) mediante ingeniería genética.[21]
- Industria: por ejemplo, fibras textiles, madera para coberturas y calor. La biodiversidad puede ser una fuente de energía (como la biomasa). La diversidad biológica encierra además la mayor reserva de compuestos bioquímicos imaginable, debido a la variedad de adaptaciones metabólicas de los organismos. Otros productos industriales que obtenemos actualmente son los aceites, lubricantes, perfumes, tintes, papel, ceras, caucho, látex, resinas, venenos, corcho.
- Salud: además de constituir una riquísima fuente de moléculas, algunas de las cuales tienen efectos medicinales, una mayor biodiversidad propicia una menor extensión y gravedad de las enfermedades infecciosas,[22] y por tanto de los elevados gastos asociados a ellas.[23]
- Los suministros de origen animal incluyen lana, seda, piel, carne, cuero, lubricantes y ceras. También pueden usarse los animales como transporte.
- Turismo y recreación: la biodiversidad es una fuente de riqueza barata para muchas áreas, como parques y bosques donde la naturaleza salvaje y los animales son una fuente de belleza y alegría para muchas personas. El ecoturismo, en particular, está en crecimiento en la actividad recreativa al aire libre. Asimismo, una gran parte de la herencia cultural humana en diversos ámbitos (gastronómico, educativo, espiritual) está íntimamente ligada a la diversidad local o regional y seguramente lo seguirá estando.

Los ecólogos y activistas ecológicos fueron los primeros en insistir en el aspecto económico de la protección de la diversidad biológica.
La estimación del valor de la biodiversidad es una condición previa necesaria a cualquier discusión en la distribución de sus riquezas. Este valor puede ser discriminado entre valor de uso (directo como el turismo o indirecto como la polinización) y valor intrínseco.
Si los recursos biológicos representan un interés ecológico para la comunidad, su valor económico también es creciente. Se desarrollan nuevos productos debido a las biotecnologías y los nuevos mercados. Para la sociedad, la biodiversidad es también un campo de actividad y ganancia. Exige un arreglo de dirección apropiado para determinar cómo estos recursos serán usados.
Todavía tiene que evaluarse la importancia económica actual y futura de la mayoría de las especies. Sin embargo, debemos ser conscientes de que aún nos falta mucho para saber calcular con precisión, no solamente lo económico sino, mucho más importante, el valor que cada especie tiene para su ecosistema.
Se considera generalmente que la expansión demográfica y económica de la especie humana está poniendo en marcha una extinción masiva, de dimensiones incomparablemente mayores que las de cualquier extinción anterior. Las causas concretas están en la desaparición indiscriminada de ecosistemas, por la tala de bosques, la degradación de los suelos, la contaminación ambiental, la caza y la pesca excesivas, etc. La comunidad científica juzga, en general, que tal extinción representa una amenaza para la capacidad de la biosfera para sustentar la vida humana a través de diversos servicios naturales y recursos renovables.
Por ello la comprensión de la biodiversidad cultural en su relación con los ecosistemas es clave, siempre que no se disocien los recursos naturales de su contexto cultural, histórico y geográfico.

### El aspecto científico
La biodiversidad es importante ya que cada especie puede dar una pista a los científicos sobre la evolución de la vida. Además, la biodiversidad ayuda a la ciencia a entender cómo funciona el proceso vital y el papel que cada especie tiene en los ecosistemas.

## La evaluación de la biodiversidad

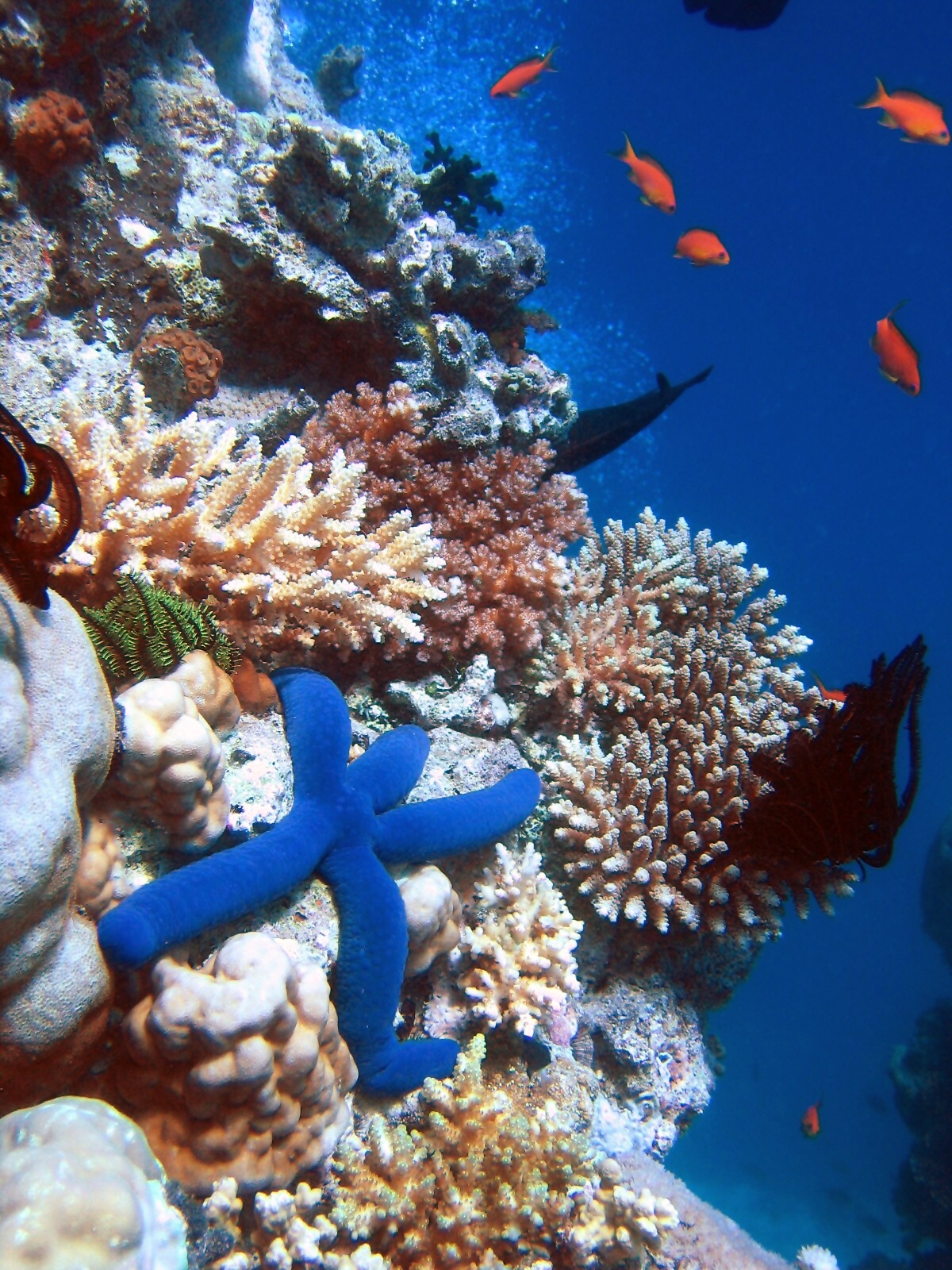
Algunas de las tasas de diversidad biológica más altas se observan en los arrecifes de coral.

### Parámetros
La diversidad es una propiedad fenomenológica que pretende expresar la variedad de elementos distintos. Como cualidad fundamental de nuestra percepción, sentimos la necesidad de cuantificarla. El desarrollo de una medida que permita expresar de manera clara y comparable la diversidad biológica presenta dificultades y limitaciones. No se trata simplemente de medir una variación de uno o varios elementos comunes, sino de cuantificar y ponderar cuantos elementos o grupos de elementos diferentes existen. Las medidas de diversidad existentes pues, no son más que modelos cuantitativos o semicuantitativos de una realidad cualitativa con límites muy claros en cuanto a sus aplicaciones y alcances. El desarrollo de un concepto matemático lógico y coherente para la modelación de la diversidad biológica a nivel específico y genético ha sido bastante explorado y presenta un cuerpo sintético y robusto. La modelación de la diversidad a nivel de ecosistemas es más reciente, y se ha visto beneficiada por los adelantos tecnológicos (como los SIG). Las medidas de diversidad más sencillas consisten en índices matemáticos que expresan la cantidad de información y el grado de organización de la misma. Básicamente las expresiones métricas de diversidad tienen en cuenta tres aspectos:
- Riqueza: Es el número de elementos. Según el nivel, se trata del número de alelos o heterocigosis (nivel genético), número de especies (nivel específico), o del número de hábitats o unidades ambientales diferentes (nivel ecosistémico).
- Abundancia relativa: Es la incidencia relativa de cada uno de los elementos en relación con los demás.
- Diferenciación: Es el grado de diferenciación genética, taxonómica o funcional de los elementos.

Cada uno de estos índices de la diversidad es unidimensional y de lectura limitada. Las comparaciones y valoraciones de la diversidad biológica son forzosamente incompletas en estos términos. Se usan por su carácter práctico y sintético, pero insuficiente frente a modelos analíticos alternativos multiescalares y multidimensionales que responden mejor a las necesidades específicas de conservación y manejo. Así, la modelación bidimensional (riqueza y abundancia relativa) puede considerarse como el estándar “clásico” de medida y expresión de la diversidad. De acuerdo a la escala espacial en la que se mide la diversidad biológica, se habla de diversidad alpha (diversidad puntual, representada por α), beta (diversidad entre hábitats, representada por β) y gamma (diversidad a escala regional, representada por γ). Estos términos fueron acuñados por Robert Whittaker en 1960 y gozan en general de una gran aceptación.

### Dinámica
La biodiversidad no es estática: es un sistema en evolución constante, tanto en cada especie, así como en cada organismo individual. Una especie actual puede haberse iniciado hace uno a cuatro millones de años, y el 99 % de las especies que alguna vez han existido en la Tierra se han extinguido.
La biodiversidad no se distribuye uniformemente en la tierra. Es más rica en los trópicos, y conforme uno se acerca a las regiones polares se encuentran poblaciones más grandes y menos especies. La flora y fauna varían, dependiendo del clima, altitud, suelo y la presencia de otras especies.

### Unidades espaciales y biodiversidad
La distribución de la diversidad biológica actual es el resultado de los procesos evolutivos, biogeográficos y ecológicos a lo largo del tiempo desde la aparición de la vida en la tierra. Su existencia, conservación y evolución depende de los factores ambientales que la hacen posible. Cada especie presenta requerimientos ambientales específicos sin los cuales no le es posible sobrevivir. Aunque los cambios orográficos y oceanográficos, altitudinales y latitudinales permiten definir unidades de paisaje con bastante aproximación, la componente específica de las especies presentes es la que finalmente permite identificar áreas relativamente homogéneas en cuanto a las características que presenta u ofrece para las poblaciones biológicas.
Estas unidades de biosfera, pueden ser identificadas como unidades de biodiversidad según diferentes criterios de valoración: por ejemplo, el número de endemismos, riqueza específica, ecosistémica o filogenética. Aunque es común argumentar que tal o cual país presenta determinados índices de biodiversidad, las unidades espaciales de la diversidad biológica son por definición independientes de los límites o barreras geopolíticas.
Dos de las unidades espaciales vigentes de la biosfera, donde el factor de la biodiversidad precede en importancia, son las ecorregiones de Global 200 identificadas por la WWF y los puntos calientes de biodiversidad o hotspots de la Unión Internacional para la Conservación de la Naturaleza.
Global 200 identifica las ecorregiones más importantes del planeta, tanto marinas como continentales —cuerpos de agua dulce y terrestres— de acuerdo a la riqueza específica, el número de endemismos y los estados de conservación.
El término «punto caliente de biodiversidad» fue acuñado por Norman Myers en 1998 e identifica regiones biogeográficas terrestres importantes según el número de endemismos y el grado de amenaza sobre la biodiversidad. En su última revisión Conservation International propone 34 hotspots.

## Amenazas
El 80% de la biodiversidad mundial existe en territorios indígenas. 
Sin embargo, la actividad y el estilo de vida de los países desarrollados fomenta una explotación del mundo natural que afecta tanto a los derechos humanos de estos pueblos como a la biodiversidad.
Durante el siglo XX se ha venido observando la erosión cada vez más acelerada de la biodiversidad. Las estimaciones sobre las proporciones de la extinción son variadas, entre muy pocas y hasta 201 especies extintas por día, pero todos los científicos reconocen que la proporción de pérdida de especies es mayor que en cualquier época de la historia humana.
En el reino vegetal se estima que se encuentran amenazadas aproximadamente un 12,5 % de las especies actualmente conocidas. Todos están de acuerdo en que las pérdidas se deben a la actividad humana, incluyendo la destrucción directa de plantas y su hábitat.
Existe también una creciente preocupación por la introducción humana de especies exóticas en hábitats determinados, alterando la cadena trófica.
El cambio climático juega un papel cada vez más significativo en la decadencia de la biodiversidad. Afecta a la salud de los ecosistemas alterando la distribución de plantas, animales, virus y los asentamientos humanos.

### Actividades humanas dirigidas al desarrollo que pueden afectar la biodiversidad
Algunos ejemplos de actividades de desarrollo que pueden tener las más significativas consecuencias negativas para la diversidad biológica son:

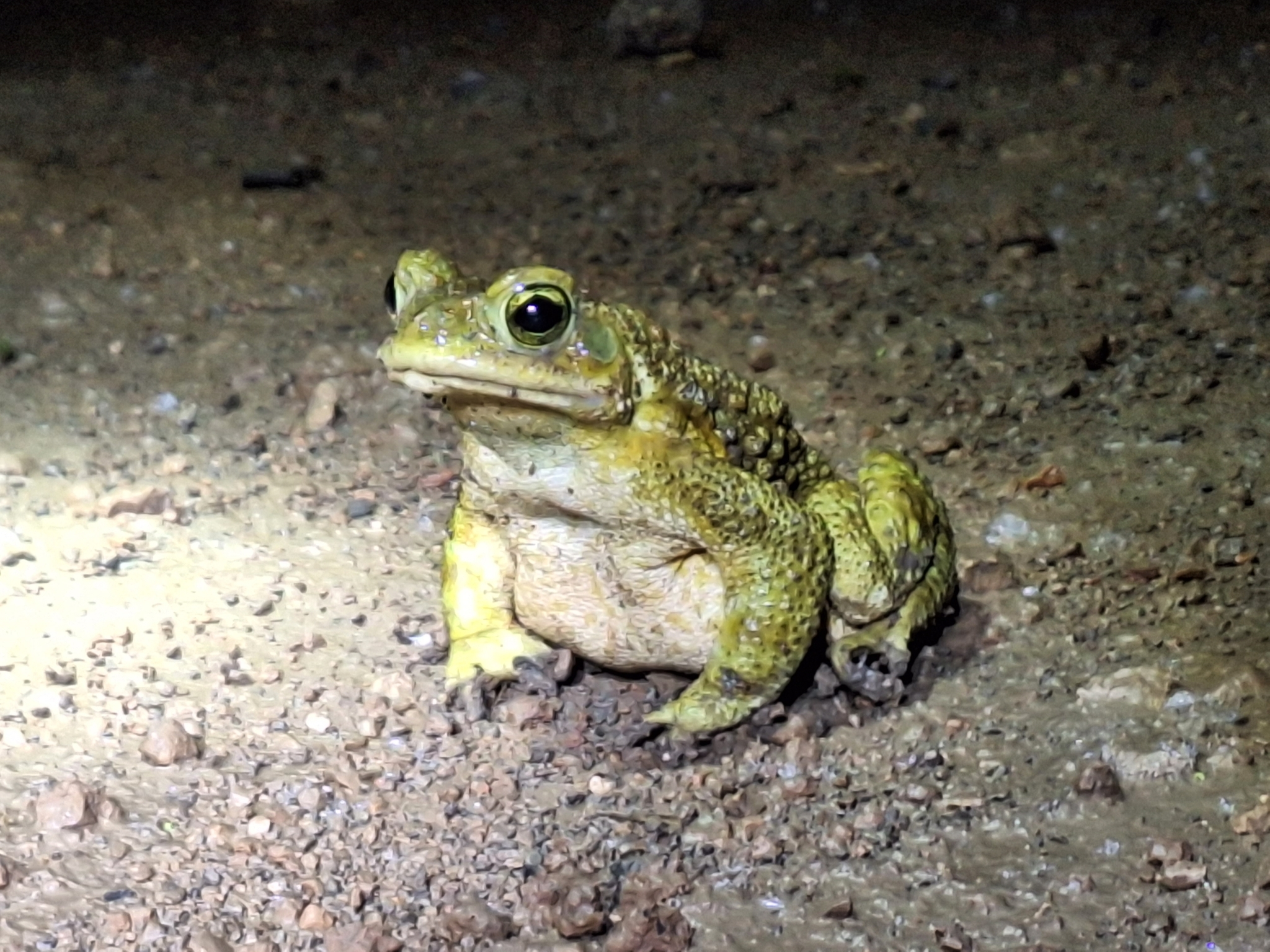
Los anfibios son sensibles a los efectos de contaminantes en el ambiente. En la foto (Rhinella arenarum) sapo común en un humedal en la provincia de Buenos Aires, Argentina.

- Los anfibios son sensibles a los efectos de contaminantes en el ambiente. En la foto (Rhinella arenarum) sapo común en un humedal en la provincia de Buenos Aires, Argentina.Proyectos agrícolas y ganaderos que impliquen el desmonte de tierras, la eliminación de tierras húmedas, la inundación para reservorios para riego, el desplazamiento de la vida silvestre mediante cercos o ganado doméstico, el uso intensivo de pesticidas, la introducción del monocultivo de productos comerciales en lugares que antes dependieron de un gran surtido de cultivos locales para la agricultura de subsistencia.
- Proyectos de piscicultura que comprendan la conversión, para la acuicultura o maricultura, de importantes sitios naturales de reproducción o crianza, la pesca excesiva, la introducción de especies exóticas en ecosistemas acuáticos naturales.[32]
- Proyectos forestales que incluyan la construcción de caminos de acceso, explotación forestal intensiva, establecimiento de industrias para productos forestales que generan más desarrollo cerca del sitio del proyecto.
- Proyectos de transporte que abarquen la construcción de caminos principales, puentes, caminos rurales, ferrocarriles o canales, los cuales podrían facilitar el acceso a áreas naturales y a la población de las mismas.
- Canalización de los ríos.
- Actividades de dragado y relleno en tierras húmedas costeras o del interior.
- Proyectos hidroeléctricos que impliquen grandes desviaciones del agua, inundaciones u otras importantes transformaciones de áreas naturales acuáticas o terrestres, produciendo la reducción o modificación del hábitat y el consecuente traslado necesario hacia nuevas áreas y la probable violación de la capacidad de mantenimiento.
- Riego y otros proyectos de agua potable que puedan vaciar el agua, drenar los hábitats en tierras húmedas o eliminar fuentes vitales de agua.
- Proyectos industriales que produzcan la contaminación del aire, agua o suelo.
- Pérdida en gran escala del hábitat, debido a la minería y exploración mineral.
- Conversión de los recursos biológicos para combustibles o alimentos a escala industrial.
- La sobrepoblación humana y el antropocentrismo.
- Tenencia de mascotas como perros y gatos.[33][34][35]

## Aspectos socioculturales
A los anteriores puede añadirse con sentido la biodiversidad cultural. Los trabajos sobre biodiversidad biológica están incorporando el estudio, el fomento y la protección de la biodiversidad cultural, además de la biodiversidad específica, de ecosistemas y de la genética.
Eugenio Reyes Naranjo define la Biodiversidad Cultural como diversidad de saberes que los seres humanos han desarrollado a través de la historia en su relación con la biodiversidad.
Esto incluye creencias, mitos, sueños leyendas, lenguaje, conocimientos científicos, actitudes psicológicas en el sentido más amplio posible, manejos, aprovechamientos, disfrute y compresión de entorno natural.
Se trata de comprender la evolución biológica teniendo en cuenta todos los aspectos de la intervención humana.

## Por países

### España
En España, se encuentra en vigor la Ley del Patrimonio Natural y de la Biodiversidad.
Los instrumentos para el conocimiento y planificación del patrimonio natural y de la biodiversidad, son:.
- Inventario Español del Patrimonio Natural y de la Biodiversidad, que incluye el Inventario Español de Bancos de Material Biológico y Genético de Especies Silvestres, que contiene la información sobre el listado de centros oficiales, catálogo e inventario del material genético y biológico y listado de taxones para los que existe material biológico y genético . En España, los principales bancos de germoplasma vegetal silvestre se agrupan en REDBAG, vinculada a la Asociación Ibero-Macaronésica de Jardines Botánicos  .[38]
- Plan Estratégico Estatal del Patrimonio Natural y de la Biodiversidad.
- Estrategia estatal de infraestructura verde y de la conectividad y restauración ecológicas.
- Planes de Ordenación de los Recursos Naturales (PORNs).

En la conservación de la biodiversidad, se ocupa de :
- Conservación in situ de la biodiversidad autóctona silvestre:
  - Garantía de conservación de especies autóctonas silvestres.
  - Reintroducción de especies silvestres autóctonas extinguidas.
  - Listado de Especies Silvestres en Régimen de Protección Especial.
  - Catálogo Español de Especies Amenazadas. Situación crítica de una especie.
- Conservación ex situ: propagación de especies silvestres amenazadas y conservación ex situ de material biológico y genético de especies silvestres.
- Prevención y control de las especies exóticas invasoras
- Inventario español de caza y pesca

En relación con el uso sostenible del patrimonio natural y de la biodiversidad:
- Red española de reservas de la biosfera y programa persona y biosfera (Programa MaB).
- Acceso a los recursos genéricos procedentes de taxones silvestres.
- Comercio internacional de especies silvestres.
- Conocimientos tradicionales.

Asimismo, también se ocupa del Fondo de restauración ecológica y resiliencia (FRER) (FCOJ).